# Freden i Tartu (Sovjetunionen-Estland)
 For alternative betydninger, se Freden i Tartu. (Se også artikler, som begynder med Freden i Tartu)
Freden i Tartu, også kaldet freden i Dorpat eller Tartu-traktaten, er betegnelsen på fredsaftalen, som i 1920 blev indgået mellem Russiske SFSR og Estland, hvorved begge lande officielt blev anerkendte.
Fredsaftalen blev undertegnet den 2. februar 1920. I aftalen anerkendte Rusland Estlands selvstændighed "for evig tid". Anerkendelsen var den første de jure internationale anerkendelse af Estland og banede vejen for anerkendelse fra andre landes side. Ved fredsaftalen blev tillige fastlagt grænsen mellem Estland og Rusland. Aftalen muliggjorde for estere i Rusland at vende tilbage til Estland og omvendt. Desuden indebar aftalen, at Rusland slettede al estisk gæld. Traktaten forpligtede også Rusland til at betale Estland en sum tilsvarende landets andel af Ruslands guldreserver. Estland fik rettigheder til udnyttelse af skov i Rusland samt til at bygge en jernbanelinje fra Estlands grænse til Moskva, mens Rusland fik ret til at etablere en frihavn i Estland og til at bygge en kraftstation i Narva-floden. Endelig skulle Rusland også tilbageføre kulturgods, som var blevet ført fra Estland til Rusland i løbet af krigsårene.

## Deltagere
- Jaan Poska
- Julius Seljamaa
- Jaan Soots
- Adolf Joffe
- Leonid Krassin
- Maksim Litvinov
- Karl Radek

Aftalen blev fra estisk side undertegnet af Jaan Poska, fra sovjet-russisk side af Adolf Joffe.